# دبیان گنو/کی‌فری‌بی‌اس‌دی
دبیان گنو/کی‌فری‌بی‌اس‌دی (به انگلیسی: Debian GNU/kFreeBSD) نام سیستم‌عاملی است که توسط پروژه دبیان منتشر می‌شود. این سیستم‌عامل از هسته سیستم‌عامل فری‌بی‌اس‌دی به همراه برنامه‌های فضای کاربری پروژه گنو استفاده می‌کند. اکثریت نرم‌افزارهای موجود در دبیان گنو/کی‌فری‌بی‌اس‌دی از همان منابع دبیان گنو/لینوکس ساخته می‌شوند. حرف k در kFreeBSD مخفف کلمه kernel به معنی هسته است و اشاره به این دارد که تنها هسته سیستم‌عامل فری‌بی‌اس‌دی مورد استفاده قرار گرفته‌است. پروژه دبیان دو پورت مختلف از این سیستم‌عامل را نگه‌داری می‌کند: یکی برای معماری i386 و دیگری برای معماری amd64.
توسعه‌دهندگان پروژه دبیان بیان داشته‌اند که اواس‌اس، پی‌اف، زندان‌ها، ان‌دی‌آی‌اس، زی‌اف‌اس و مدیریت مرکزی پروانه‌های کد منبع از جمله دلایل علاقه نشان دادن به فری‌بی‌اس‌دی هستند.